# أحمد بن عماد الدين
أحمد بن عماد الدين زنكي كان طبيبًا وكيميائيًا فارسيًا. ربما كان من نيسابور في القرن الحادي عشر. وكان صاحب أطروحة بعنوان (رسالة في صناعة الإكسير) وهي محفوظة في المكتبة الوطنية للطب.
لم يتم التعرف على أي نسخة أخرى، ولم يتم إدراج المؤلف في الببليوغرافيات المنشورة للكتاب الإسلاميين في الكيمياء. كتب الأطروحة الكيميائية التي وصف فيها التفاعلات الكيميائية المختلفة.
نسخة المخطوطة غير مؤرخة، ولكن يبدو أنها تعود إلى القرن السابع عشر أو الثامن عشر. فيه هامش واسع يستشهد به جابر بن حيان.